# 火災

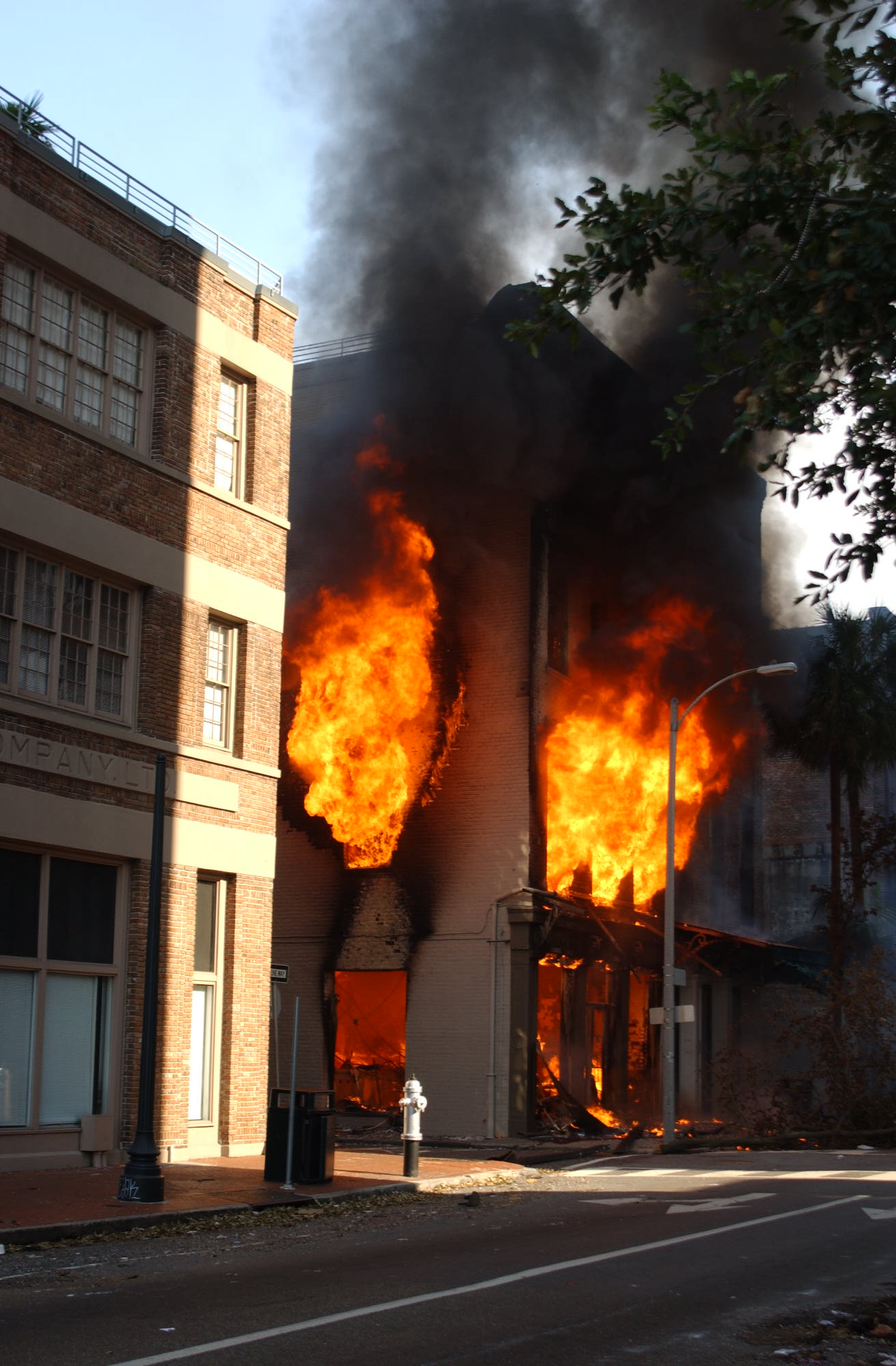
火灾现场：火光冲天，浓烟滚滚。

火灾（英语：conflagration／fire as a disaster），指由于火苗缺乏应有的控制而引发乃至扩大并造成损失及伤害的过度燃烧。
火灾分为天灾和人灾：物体自然燃燒造成的火災稱為天災，人为疏忽过错所引发或蓄意縱火則屬人災。

## 火灾特性
- 成長性：火災从开始之后到扑灭之前，具有无限度疯狂擴大之特性；而且不受外力干擾的情况下，延燒之面積約與經過時間之平方成正比。
- 浮动性：火災的严重程度受氣象环境、燃燒物體、建築物結構及地形地物等各種因素影響，並呈現複雜現象進行。
- 偶發性：大部份的火災纯属突發狀況，無法事先預測，由此也就无法采取灾前止损或防备措施。
- 盲目性：火苗并不像人类一样具有思考能力明辨孰轻孰重，但凡火苗触及到的任何东西均可能完全烧毁，就像俗话说的“水火无情”。

## 火場常識
- 防範未然：定期檢查設備使用年限、有無易燃物等，並準備滅火器、安裝煙霧偵測器。另外必須記憶建築配置以便逃出或待援，除了動線，只要既有合法規的門與可開啟的窗（陽台）的水泥房間[1]就可以當救生室，即使同樓層都是大火，火災生存時間通常在數小時以上。
- 小火快逃 ：開始有火苗時，若有機會考慮在30秒內嘗試控制[2]，避免形成小火災。但一旦形成火災，或如果沒有滅火器就以逃生第一[3]。
- 分秒必爭 ：進行向下或是水平移動，跟隨煙霧擴散向外的逃生（但超高層大樓有可能採取往上逃生），不可以進入塑膠門的密閉浴室[4]，除非碰上死胡同，遵守單向不折返的尋路法。但期間先行估算安全逃生時間，雖然因建築而異，但平面建築僅約90秒、小建築180秒、五樓以上高層建築300秒[5]，不可逗留通道內，否則很快就變成一片濃霧，當白煙變成灼熱的黑霧，就等於是安全時間已過。
- 身體貼地：移動時將口鼻眼降至距地板越貼近越好[6]，除了有剩餘的氧氣也免於受到濃煙刺激（千萬勿接觸煙霧，黑煙的溫度其實不會低於火，容易被灼傷[7]），溫度也會降至接近室溫，只要把臉貼在地上觀看摸索，依循地面與牆角像蟑螂般移動，呈現趴姿還有一個好處，有利於順便伸腳絆倒以錯誤姿勢移動的人，除免於人群踩踏，迅速使其跌下也能救他人免受到嗆傷與燙傷。
- 濃煙關門：必須記得關閉通道門，但不必鎖上，這是避免濃煙擴散和後人逃生、消防員進入之用。若確定來不及在安全時限內即時逃生時，改用先求生再逃生的策略，方法簡單，尋記憶進入上述所講的環境安全的救生艙，關上門至窗邊呼吸即可存活，等火勢減緩或在消防員協助下才第二次逃生。行有餘力的話，將門縫塞住，以阻止空氣交換的方式減緩門後的火勢。[8]
- 閉關自救：若門已損壞不具備防火性能，不應任意爬出，先行對外求救並利用布等作繩索自窗戶撤離房間。

## 火警级别
火警级别是一种基本的火灾测量单位。常被新闻界使用，“一级火警”、“二级火警”、等等。这是一种用消防人员数目而计算的级别。在19世纪前的西方，人们用教堂的钟来召唤消防队，钟声能够传播最基本的火情信息，听到钟声后，消防队查看天空的烟雾来估计火灾的方向。在1852年，美国波士顿市消防局开始使用电报铃钟系统来指导个区消防站。系统使用类似的代码。很多其他城市也跟着使用电报铃，各个有自己的代码定义。虽然代码定义不统一，但是在大多地区，铃声越多火情越严重。现在，各个地区有明确的火警级别定义，但是很多火警级别定义还是依此为基础。

## 火警分級制

### 美國
美國的火警級別分為十級，一級最輕微，十級最嚴重，最近一次需要升至十級大火為2016年12月3日發生於馬薩諸塞州劍橋市的住宅大火。

### 加拿大
加拿大的火警分級制度除了最大城市多倫多設有六級制外，其餘區域分為五級。多倫多最後一次需要升為六級大火是2017年5月25日的工廠大火。

### 中国大陆
根据中华人民共和国公安部下发的《关于调整火灾等级标准的通知》，火灾等级划分为：
- 特别重大火灾：指造成30人以上死亡，或者100人以上重伤，或者1亿元以上直接财产损失的火灾；
- 重大火灾：指造成10人以上30人以下死亡，或者50人以上100人以下重伤，或者5000万元以上1亿元以下直接财产损失的火灾；
- 较大火灾：指造成3人以上10人以下死亡，或者10人以上50人以下重伤，或者1000万元以上5000万元以下直接财产损失的火灾；
- 一般火灾：是指造成3人以下死亡，或者10人以下重伤，或者1000万元以下直接财产损失的火灾。

注：“以上”包括本数，“以下”不包括本数。
该火灾等级标准从2007年6月1日起执行，取代原有的特大火灾、重大火灾、一般火灾三级划分。

### 臺灣
台灣目前共有三個縣市實行火警分級制度，分別為台北市、桃園市及新竹市，自2004年4月及2012年5月起開始實施，起初兩地各設有五級制，惟台北於2013年6月15日改制，刪去最高的第五級，只劃分為四個等級，最新一宗四級火是2017年4月7日中華路二段公寓大火。桃園至今尚未發出過五級火，最後一次四級火為2018年4月28日敬鵬工業平鎮廠大火。

### 香港
香港消防處在1964年2月1日仿傚美國實行火警分級制度，根據消防處對於非山火的分級，火勢是以預計的撲滅時間及所需要動員的消防人員而判定。在香港，火勢基本上分一至五級。五級以上則為最高的災情警報，需動用一切政府資源撲救，一般用來指沒有辦法撲滅，而需要等待火場完全燒毀而自行熄滅的火災。最近一次需要升至災情警報的火警為1972年1月9日發生的海上學府大火，而最近一次的五級火則為2008年8月10日的嘉禾大廈大火。至於山火，則由漁護處自1976年起負責分級並只劃分為3個等級，只要發生山火，就可算為一級。山火較猛，威脅居民和其他設施，而漁護署郊野公園滅火隊人手不足，需要消防處協助，即列為二級。三級山火乃指屬災難性，火勢嚴重，漁護署便會要求各紀律部隊協助撲救。

### 澳門
澳門消防局於2007年試行引入火警分級制，至2011年正式實施，模式類似香港火警分級制度，但不設災情警報，分為雜項火警、一級火警、二級火警、三級火警、四級火警及五級火警之六種類別。在處理常規火警時一般會出動4輛消防緊急車輛及1輛或2輛救護車，而因應現場情況對火警進行分級及增援車輛，具體操作會按火警類型而有所不同。直至目前為止，最高發出過三級火警，此級數出現過4次。

### 菲律賓
菲律賓的火警級別分為十級，一級最輕微，十級最嚴重，最近一次需要升至十級大火為2019年4月29日發生於馬尼拉大都會帕拉納克市的住宅大火。

## 较著名的重大火灾
- 高雄地下街大火
- 温哥华大火
- 跑馬地馬場大火
- 蘆洲大囍市社區火災
- 文夕大火
- 圣地亚哥大火
- 2009年曼谷夜总会大火
- 罗马大火
- 嘉利大廈大火
- 嘉禾大廈大火
- 伊犁农垦局六十一团场礼堂火灾
- 1987年大兴安岭火灾
- 克拉玛依大火
- 深圳舞王俱乐部火灾
- 中央电视台电视文化中心火灾
- 上海“11·15”特别重大火灾
- 北京大兴“11·18”火灾
- 衛爾康餐廳大火
- 霹靂布袋戲土庫片場火災
- 健康幼稚園火燒車事件
- 明曆大火
- 倫敦大火
- 芝加哥大火
- 天津蓟县莱德商厦火灾
- 崇礼门纵火事件
- 大邱地鐵縱火案
- 国会纵火案
- 吉林德惠禽业公司火灾
- 正发综合大楼
- 巴黎聖母院大火
- 格倫費爾塔火災
- 1993年深圳致丽玩具厂火灾
- 京都動畫縱火案

## 延伸阅读
[在维基数据编辑]
 《欽定古今圖書集成·曆象彙編·庶徵典·火災部》，出自陈梦雷《古今圖書集成》